# Kryotherapie

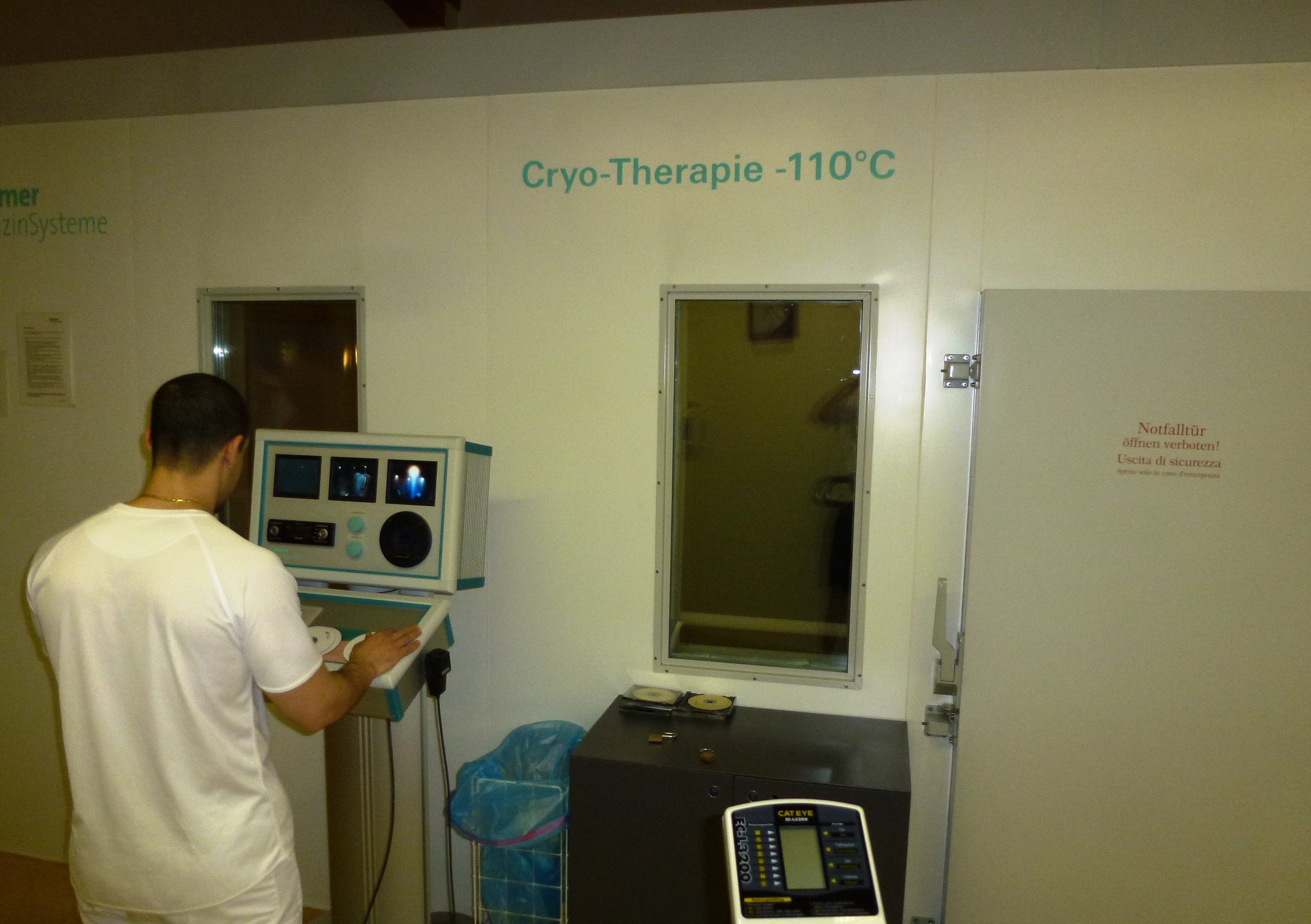
Kältekammer für die Ganzkörperkältetherapie bei −110 °C

Als Kryotherapie (altgriechisch κρύος kryos, deutsch ‚Eis, Frost') oder auch Kältetherapie bezeichnet man den gezielten Einsatz von Kältereizen, um einen therapeutischen Effekt zu bewirken. Dabei wird die lokale Anwendung von Kälte (meist über bestimmte Medien wie Kaltpackungen im Rahmen der Physikalischen Therapie oder Flüssigstickstoff bei der Kryochirurgie) von der generalisierten Kältebehandlung des ganzen Körpers, Ganzkörperkältetherapie, unterschieden.
Als unerwünschte Wirkung der Kryotherapie sind Gewebeschäden durch Kälteeinwirkung möglich (bei der Kryochirurgie als erwünschte Wirkung).

## Kältetherapie im Rahmen der Physikalischen Therapie
Diese Form der Kryotherapie stellt mit Abstand das häufigste Einsatzgebiet von gezielter Kälteanwendung zu therapeutischen Zwecken dar. Die Kältetherapie kommt als Teilbereich der Thermotherapie im Rahmen der Physikalischen Therapie zur Anwendung. Dabei kommt es sowohl zur lokalen (meist mit Hautkontakt) als auch zur generalisierten (ohne Hautkontakt) Kältetherapie, die gemäß der geltenden Heilmittel-Richtlinien bestimmten verschreibungsfähigen Maßnahmen teilweise zugeordnet werden können.
Zur Anwendung kommen verschiedene Methoden, die sich in Temperatur und Anwendungsort unterscheiden (zum Beispiel Eiskompressen, Eisbeutel, Wickelauflagen mit unterschiedlichen Medien, Eistauchbad, Kaltwasserbad u. a.). Außerdem unterscheidet man bei der therapeutischen Nutzung des Kältereizes die Kurzzeitanwendung (ca.  10–15 Minuten) von der Langzeitanwendung (ca.  1–2 Stunden).
Ein bedeutsames Anwendungsgebiet stellt die Behandlung entzündlicher Prozesse mit den klassischen Entzündungszeichen Überwärmung, Rötung, Schwellung und Schmerz dar. Dabei wirkt eine moderate Kälteanwendung sowohl antiinflammatorisch als auch analgetisch. Diese komplexe Anwendung des Kältereizes wird im Rahmen der nicht medikamentösen antiphlogistischen Therapie zum Beispiel in der Rheumatologie genutzt.

## Kältekammer

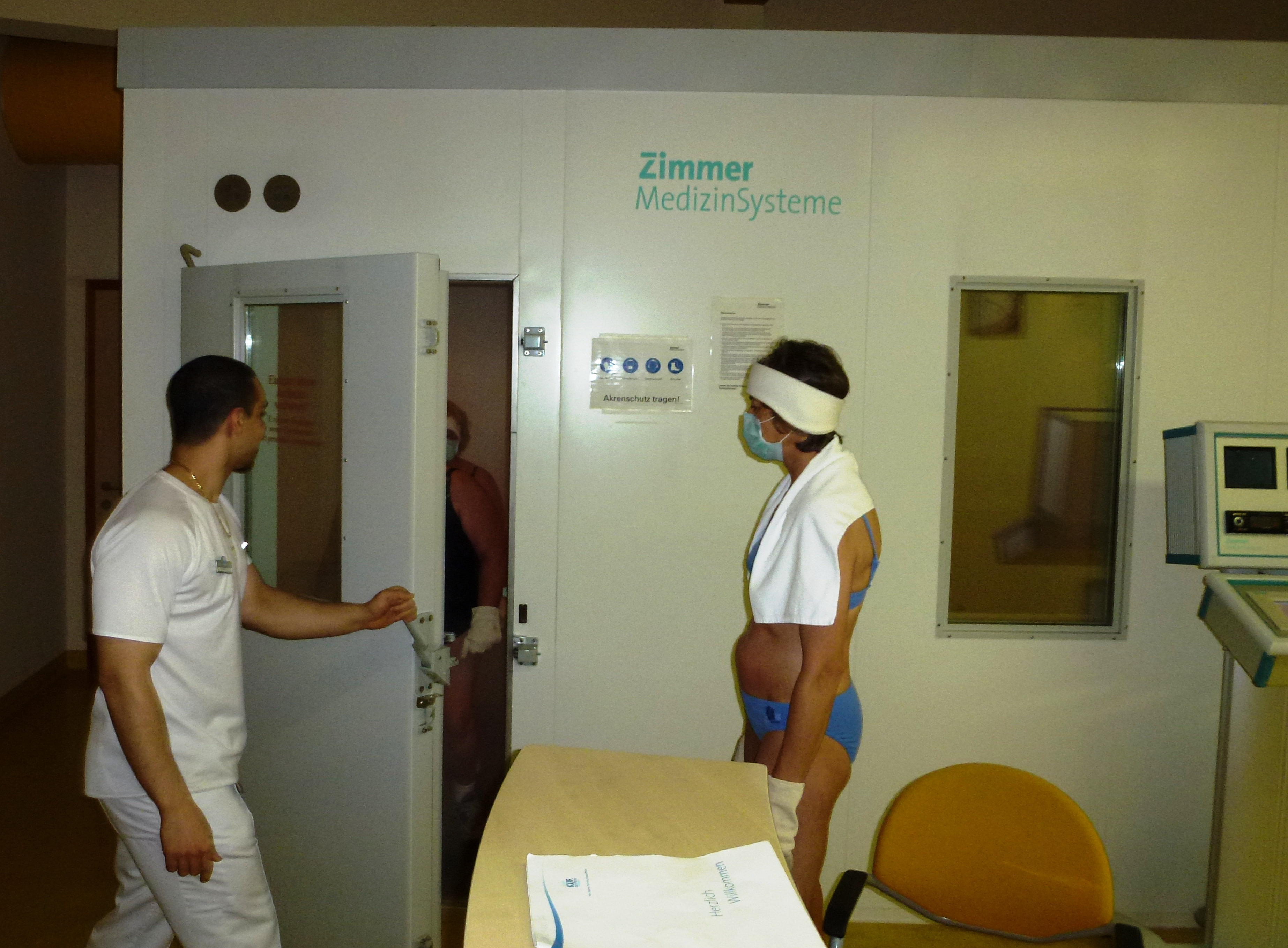
Die vor der Kältekammer wartende Patientin (rechts) ist an den Ohren, der Nase sowie an Händen und Füßen vor der extremen Kälte geschützt

Bei der Ganzkörperkältetherapie (GKKT) wird ein Patient in einer Kältekammer für wenige Minuten einer Temperatur von etwa −110 °C ausgesetzt. Dabei sind die Akren (Hände, Füße, Nase, Ohren) vor Erfrierung zu schützen (Akrenschutz). Durch die Anwendung extremer Kälte sollen Stoffwechselvorgänge auf Zellebene beeinflusst werden. Als Anwendungsgebiete werden eine Vielzahl von Erkrankungen angegeben, insbesondere rheumatische Erkrankungen, jedoch auch aus dem psychiatrischen Bereich (wie Angst, Panikattacken und Schlafstörungen).
Die Wirkung der Methode war zunächst (2005) umstritten, da trotz verschiedener positiver Untersuchungen noch keine ausführlichen Studien vorlagen. In der Zwischenzeit ist die Kryotherapie in den Bereichen Sport, Medizin und Gesundheit nachweislich erfolgreich. Nach einer Zusammenfassung der medizinischen Literatur Stand 2011 von Winfried Papenfuß werden bei vielfältigen Krankheiten deutliche Erfolge mit Kryobehandlung erreicht, so insbesondere bei entzündlich-rheumatischen Erkrankungen, chronischen Schmerzen und Wirbelsäulensyndromen – weiter im Leistungssport.
Sportler wenden Kryotherapie zur Vorbeugung vor Muskelkater an. Da die positive Wirkung der Kältetherapie ca. drei Stunden anhält, wurde sie auch in Trainingslagern vor der intensiven Trainingsbelastung (bei −120 bis −150 °C) eingesetzt. Während ohne Kältetherapie die Werte der Kreatinkinase als Indikator für körperliche Belastung um 250 % anstiegen, waren es mit Kältetherapie nur 13 %. Eine der Erklärungen hierfür scheint zu sein, dass die Kryotherapie bei entsprechender Kälte die körpereigene Testosteron-Ausschüttung stimuliert.

## Kryochirurgie

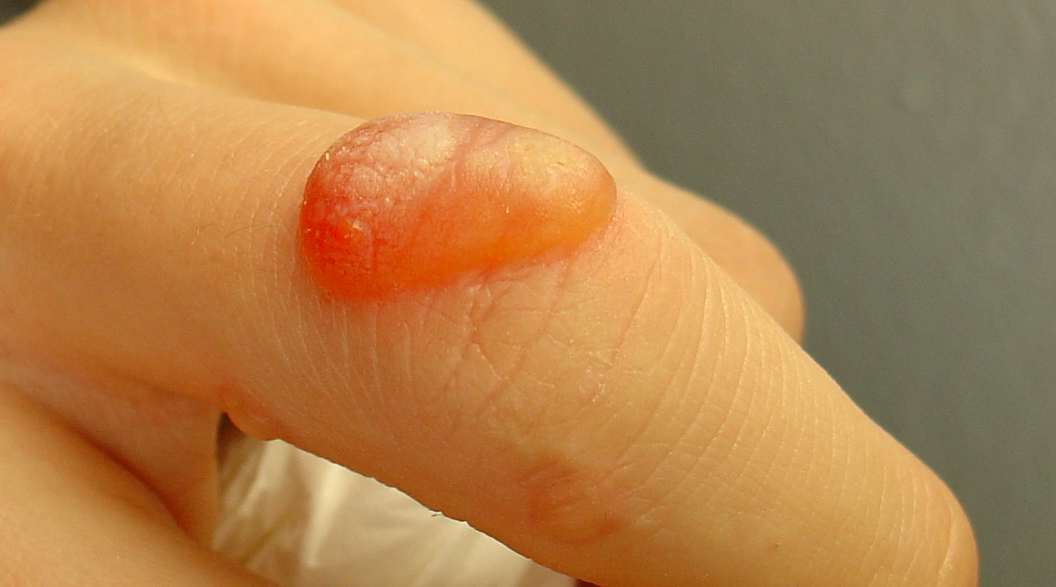
Blasenbildung nach Kryotherapie einer Warze

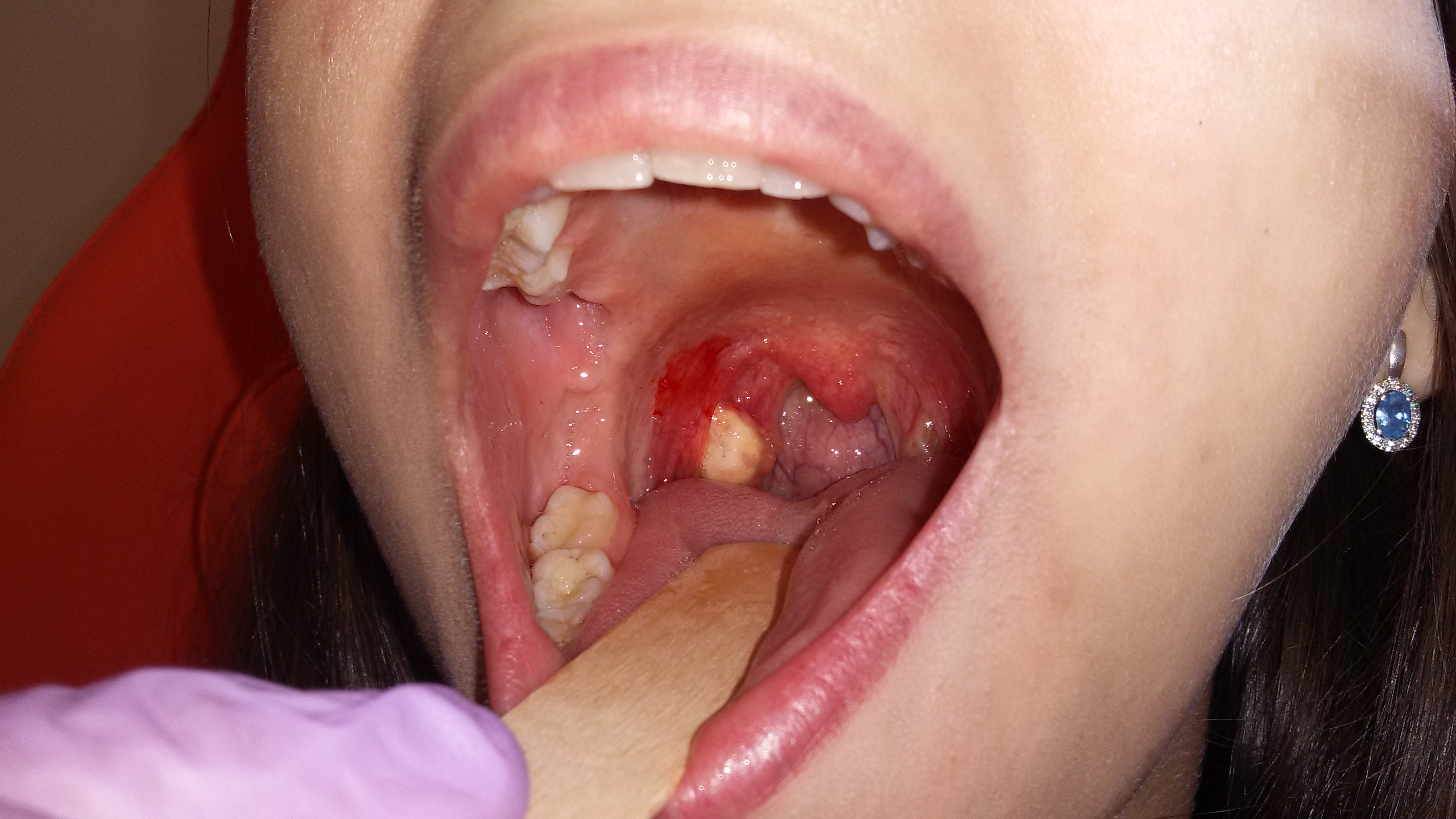
Behandlung mit einem Nitroglycerinspray gegeben auf die beiden Tonsillen bei −196 °C

Als lokales Verfahren, auch Kryochirurgie bezeichnet, kommen Gefriertechniken mit sehr niedrigen Temperaturen zum Einsatz, um eine Zerstörung krankhaft veränderter Gewebe zu erreichen. Man unterscheidet geschlossene Verfahren, bei denen eine Kältesonde von außen mit dem Gewebe in Kontakt gebracht wird, von offenen Verfahrensweisen, bei denen Kühlmittel direkt ins Gewebe eingebracht werden (häufig Flüssigstickstoff bei −196 °C). Der Arbeitsbereich liegt bei −70 °C bis −200 °C. Derartige Verfahren werden in der Dermatologie angewandt, um Tumoren, Warzen (Viruspapillome), überschießendes Narbengewebe (Keloid) und verschiedene andere Gewebserkrankungen zu entfernen. Darüber hinaus findet die Kryochirurgie auch bei interventionellen Therapieverfahren von anderen Tumoren Anwendung, wie etwa zur Therapie von Lebermetastasen sowie eventuell bei Lungen- oder Prostatatumoren. Metastasen und Tumore sollten für den Einsatz der Kryotherapie nicht größer als fünf Zentimeter und lokal begrenzt sein, da diese Behandlung besonders bei kleinen Tumoren effektiv ist; außerdem spielt die Lage eine wesentliche Rolle. Als Nebenwirkungen können Schmerzen oder Nebenwirkungen an der Einstichstelle, in seltenen Fällen auch Komplikationen wie Schädigungen am Gewebe und den Nerven rund um die vereiste Stelle auftreten.
Die Anwendung der tiefen Kälte (- 70 °C) an Nerven wird als Kryoneurolyse bezeichnet und in der Neurochirurgie an peripheren, Schmerz-weiterleitenden, sensiblen Nerven als minimal invasiver Eingriff eingesetzt.

## Andere Anwendungen
Neben diesen Verfahren kommt die Anwendung von Kälte in vielen anderen Gebieten der Medizin zum Einsatz, etwa der Rheumatologie, der Schmerztherapie sowie intensivmedizinischen Verfahren wie der therapeutischen Hypothermie und zur Diagnostik als Kälteprovokationstests. Die letztgenannten Verfahren arbeiten jedoch mit weitaus geringerer Kältewirkung als bei der Kryochirurgie oder in der Kältekammer. In der Zahnheilkunde wird mittels eines Stifts eine Portion von etwa 0,1 cm3 Kohlensäureschnee an die Seite eines Zahns gepresst, um das Funktionieren des Zahnnervs zu testen.